# Alexander Pope
Alexander Pope (Londres, 21 de maio de 1688 – Twickenham, 30 de maio de 1744) foi um dos maiores poetas britânicos do século XVIII. Famoso por sua tradução de Homero. É o segundo mais citado na obra The Oxford Dictionary of Quotations, depois de Shakespeare.

## Vida
Sua mocidade foi pontilhada de contratempos, consequência de ser filho de um comerciante católico. Foi proibido de frequentar escolas e universidades, mas, apesar disso, educou-se com esmero. Suas doenças e a deformidade física fizeram dele um caráter complicado. A principal contribuição de Pope foi nos ensaios e versos, nos quais expõe suas idéias estéticas e filosóficas. São poemas filosóficos ou didáticos, como Essay on Criticism (Ensaio sobre a crítica), obra de doutrina neoclássica, escrita aos 23 anos, na qual defende seus pontos de vista sobre a verdadeira poesia, e Essay on Man (Ensaio sobre o Homem) (1733–34), na qual discute se é ou não possível reconciliar os males deste mundo com a crença no criador justo e misericordioso. Compôs também uma sátira, Dunciad, em que o poeta declara vago o trono da torpeza, do aborrecimento e da estupidez e propõe o nome de seus inimigos para ocupá-los. Foi como satírico e moralista que se caracterizou na segunda parte de sua vida, quando escreveu The Rape of the Lock (O rapto da Madeixa) em que ridiculariza a extrema delicadeza da corte da Inglaterra.
Para muitos, Alexander Pope foi o satirista mais brilhante da era Augustana. Dentro da literatura satirista foi o sucessor natural de John Dryden e também o primeiro poeta inglês a ter fama internacional.

## Trabalhos

### Principais obras
- 1709: Pastorals
- 1711: An Essay on Criticism[3]
- 1712: Messiah (do Livro de Isaías, e mais tarde traduzido para o latim por Samuel Johnson Samuel Johnson)
- 1712: The Rape of the Lock (enlarged in 1714)[3]
- 1713: Windsor Forest[3]
- 1715: The Temple of Fame: A Vision[4]
- 1715–1720: Translation of the Iliad[3]
- 1717: Eloisa to Abelard[3]
- 1717: Three Hours After Marriage
- 1717: Elegy to the Memory of an Unfortunate Lady[3]
- 1723–1725: The Works of Shakespear, in Six Volumes
- 1725–1726: Translation of the Odyssey[3]
- 1727: Peri Bathous, Or the Art of Sinking in Poetry
- 1728: The Dunciad[3]
- 1733–1734: Essay on Man[3]
- 1735: The Prologue to the Satires

### Outros trabalhos
- 1700: Ode on Solitude
- 1713: Ode for Musick[5]
- 1717: The Court Ballad[6]
- 1731: An Epistle to the Right Honourable Richard Earl of Burlington[7]
- 1733: The Impertinent, or A Visit to the Court[8]
- 1736: Bounce to Fop[9]
- 1737: The First Ode of the Fourth Book of Horace[10]
- 1738: The First Epistle of the First Book of Horace[11]

### Edições
- The Works of Alexander Pope vol 3 vol 3 v 9 of 10 v 6 of 8